# Trichaeta dohertyi
Trichaeta dohertyi là một loài bướm đêm thuộc phân họ Arctiinae, họ Erebidae.